# Carapoia mirim
Carapoia mirim  (лат.) — вид пауков-сенокосцев  рода Carapoia (лат. Pholcidae). Распространён в Южной Америке (Бразилия, Espírito Santo state). Мельчайший представитель своего рода и его видовое название C. mirim на бразильском варианте португальского языка означает «мелкий» (mirim).

## Описание
Мелкие пауки-сенокосцы, длина тела около 2 мм, ширина карапакса 0,9 мм. Хелицеры самцов без модифицированных волосков. Брюшко серое. Основная окраска головогруди и ног охристо-жёлтая и коричневая. Имеют 8 глаз. Ноги очень длинные. Брюшко коротко-цилиндрическое и заострённое у паутинных бородавок. Обитают около земли, под листьями и ветвями вместе с другим видами, такими как Carapoia capixaba (на участке Sooretama).

## Систематика
Отличается от близких видов формой прокурсуса (дистального отростка цимбиума, видоизменения последнего членика педипальп), строением хелицер самца и строением гениталий самки. Вид был впервые описан в 2016 году в ходе исследования разнообразия и эндемизма пауков Южной Америки, проведённого немецким арахнологом Бернхардом Хубером (Bernhard Huber, Alexander Koenig Research Museum of Zoology, Бонн, Германия).